# Dede Griesbauer
Dede Griesbauer née Rimble le 22 septembre 1970 à Boston est une triathlète américaine, vainqueur sur triathlon Ironman et Ironman 70.3.

## Biographie

### Jeunesse
Dede Griesbauer grandit à Short Hills, New Jersey. Elle  fréquente l'école secondaire de Wallingford (Connecticut) à Choate Rosemary Hall où elle commence à nager et continue ce sport à l'université Stanford. Elle  manque de peu sa qualification dans l'équipe des États-Unis de natation pour les Jeux olympiques de Barcelone lors des sélections du 200 mètres nage dos. En 1994, elle prend sa retraite de sa carrière de natation et retourne à ses études où elle obtient un MBA de la Wharton School de l'université de Pennsylvanie. Elle  travaille à Wall Street pendant huit ans comme négociatrice d'actions. Son dernier rôle est vice-président chez MFS Investment Management à Boston. En mars 2005, Dede Griesbauer décide de mettre de côté sa carrière de trader et revient à une carrière dans le triathlon après seulement deux ans de pratique dans ce sport.

### Carrière professionnelle
Sa meilleure place au championnat du monde Ironman à Kailua-Kona est 7e en 2007, elle finit trois fois dans le « Top 10 » de cette compétition. Elle se fait connaître en remportant l'Ironman Royaume-Uni en 2006 devant Nicole Klingler du Liechtenstein. Dede Griesbauer remporte deux autres Ironman dans sa carrière celui du Brésil en 2010 et celui de Taïwan en 2015.

### Vie privée et professionnelle
Dede vit à Boulder avec son mari Dave qui dirige un groupe technologique pour une société de fonds communs de placement leader sur Boston. Ils se sont rencontrés lors d'un événement de charité sportive en 1997 à New York.

## Palmarès
Le tableau présente les résultats les plus significatifs (podium) obtenus sur le circuit international de triathlon depuis 2006
| Année | Compétition              | Pays        | Position           | Temps           |
| ----- | ------------------------ | ----------- | ------------------ | --------------- |
| 2015  | Ironman Taïwan           | Chine       | Médaille d'or      | 9 h 20 min 23 s |
| 2015  | Ironman 70.3 Puerto Rico | Porto Rico  | Médaille d'argent  | 4 h 28 min 50 s |
| 2015  | Ironman 70.3 Équateur    | Équateur    | Médaille de bronze | 4 h 29 min 31 s |
| 2014  | Ironman Majorque         | Espagne     | Médaille d'argent  | 9 h 27 min 9 s  |
| 2014  | Ironman 70.3 Taiwan      | Chine       | Médaille d'or      | 4 h 34 min 49 s |
| 2014  | Ironman 70.3 Pucón       | Chili       | Médaille de bronze | 4 h 41 min 33 s |
| 2010  | Ironman Brésil           | Brésil      | Médaille d'argent  | 9 h 26 min 9 s  |
| 2009  | Ironman Brésil           | Brésil      | Médaille d'or      | 9 h 10 min 15 s |
| 2009  | Ironman 70.3 Vineman     | États-Unis  | Médaille de bronze | 4 h 23 min 29 s |
| 2008  | Ironman 70.3 Eagleman    | États-Unis  | Médaille d'argent  | Timing          |
| 2008  | Ironman 70.3 Floride     | États-Unis  | Médaille de bronze | 4 h 30 min 38 s |
| 2007  | Ironman Brésil           | Brésil      | Médaille d'argent  | 9 h 18 min 17 s |
| 2007  | Ironman 70.3 Californie  | États-Unis  | Médaille d'argent  | Timing          |
| 2007  | Ironman 70.3 Timberman   | États-Unis  | Médaille de bronze | 4 h 41 min 11 s |
| 2006  | Ironman Royaume-Uni      | Royaume-Uni | Médaille d'or      | 9 h 37 min 44 s |